# Борислав Милошевић
Борислав Бора Милошевић (Никшић, 8. јул 1934 — Београд, 29. јануар 2013) био је југословенски и српски дипломата. Старији је брат некадашњег председника Србије и председника СР Југославије Слободана Милошевића.
Након што је дипломирао на Правном факултету Универзитета у Београду радио је у огранку СКЈ који се бавио међународним односима. Од 1970. је у дипломатској служби: у периоду од 1970. до 1975. је радио као запослен у амбасади СФР Југославије у Совјетском Савезу, од 1985. до 1989. је био амбасадор Југославије у Алжиру, да би од 1998. до 2001. био амбасадор СР Југославије у Руској Федерацији. Након повлачења са места амбасадора, живео је и радио у Москви.

## Биографија
Рођен је 8. јула 1934. у Никшићу у Краљевини Југославији у учитељској породици. Породица Милошевић потиче из Лијеве Ријеке у данашњој Црној Гори, док су му родитељи живели у селу Увача. Отац Светозар је био теолог и предавао је руски и српскохрватски језик у школама у Црној Гори и на Косову, и био је пансловенских схватања. Мајка Станислава је била школски учитељ, комуниста и активиста Комунистичке партије, и покушавала је да својој деци пренесе те ставове. Након почетка Другог светског рата и окупације Југославије од стране Сила осовине, породица се сели у Пожаревац где му се августа 1941. родио млађи брат Слободан. У Пожаревцу је Борислав завршио основну и средњу школу, а потом је отишао на студије на Правни факултет у Београду. Током студија се придружио Унији студената Југославије, и ускоро је постао један од главних активиста. Након дипломирања на факултету радио је у огранку Савеза комуниста Југославије који се бавио међународним односима. Због честих свађа са женом, његов отац Светозар напушта породицу и враћа се у Црну Гору, где је 1962. извршио самоубиство. Његова мајка је остатак живота живела сама, да би и она 1974. извршила самоубиство.
У периоду од 1969. до 1974. радио је као саветник у амбасади СФР Југославије у Совјетском Савезу. Говорио је руски језик течно, те је изабран за преводиоца Јосипу Брозу Титу у преговорима са совјетским лидером Леонидом Брежњевом. Након повратка из Совјетског Савеза наставио је да ради при министарству спољних послова Југославије. Био је амбасадор Југославије у Алжиру од 1985. до 1989, па је онда радио у испостави трговачке компаније Инекс у Паризу. Током дипломатске службе научио је руски, енглески, и француски језик.
На место амбасадора Савезне Републике Југославије у Руској Федерацији заменио је Данила Ж. Марковића, једног од најближих сарадника Слободана Милошевића, и на том месту је био од 1998. до 2001. године. По речима Живадина Јовановића, који је био министар спољних послова СРЈ од 1998. до 2000, Милошевић је доста допринео развоју односа између Русије и Југославије. Током Косовске кризе је добро проценио могуће правце деловања Руске дипломатије, и прецизно је проценио руску политику на Балкану и реакције на тадашње догађаје. Такође је Јовановић приписао заслуге Бориславу Милошевићу у потписивању бесцаринског трговинског споразуме између Руске Федерације и СРЈ, чиме су српске компаније добиле приступ руском тржишту.

## Период након амбасадорске каријере
Након подношења оставке на место амбасадора у 2001, живео је и радио у Москви. Био је саветник бројним фирмама, од којих је једна од значајнијих била позиција саветника генералном директору Зарубежстрој технологији, фирми у склопу Железница Русије, у априлу 2011. Са те позиције је учествовао у споразуму који је довео до кредита од 800 милиона $ Железницама Србије.
Снажно је критиковао Хашки трибунал, и назвао је хапшење и изручење његовог брата Хагу отмицом.
Српски медији су пуно пута помињали да је Борислав помогао породици свог брата, жени Мири и сину Марку, да се преселе у Русију након што је за њима у Србији расписана потерница. Након тога је породица његовог брата добила статус избеглица од стране Руске Федерације.
Након окончања своје дипломатске каријере, наставио је да помаже у организовању догађаја у пољу науке и културе попут форума, конференција, посети политичара и научника. У Русији је написао неколико књига и пуно чланака. Такође се појављивао у медијима, укључујући између осталих CNN, BBC, TF1. Био је члан Комитета за заштиту права Војислава Шешеља, које је основала Државна Дума Руске Федерације. Судећи по писању медија, Борислав Милошевић је успео да свој положај у Русији оствари сам, без ичије помоћи, а не због тога што је био брат председника СРЈ. По речима руске новинарке Лидије Сичеве, "Званичник који изгуби позицију по правилу постаје нико. У случају Борислава Милошевића се ово није десило".
Упркос томе што је у референдуму за независност Црне Горе 2006. позвао да се поштује изборна воља народа у Црној Гори, више пута је изјавио да би волео да једног дана види Србију, Црну Гору, Македонију и Републику Српску у једној држави.
Септембра 2012. је дошао на одмор у Црној Гори. Преминуо је у Београду 29. јануара 2013. након дуге болести. Сахрањен је на гробљу у Лијевој Ријеци у Црној Гори, где се налази гроб његовог оца Светозара. Опело је вршио митрополит Амфилохије.
Женио се два пута, и из другог брака са Миланком Милошевић има сина Светозара. Закључно са мартом 2021. Светозар живи и ради у Москви.

## Приватно
Два пута се женио и има једног сина, Светозара, који живи и ради у Русији.

## Националност
У интервјуу који је дао Миломиру Марићу 2013. се изјаснио као Црногорац, који је рођен од оца Црногорца и мајке Црногорке, али је додао да то не значи да се он слаже са свим ставовима црногорске политике. Међутим, није хтео да наведе те ставове, рекавши: "Не слажем се рецимо,... не морам да причам са чиме се не слажем, то Вас не интересује, и публику не интересује".